# Сражение при Сборско
Сражението при Сборско е бой между гръцки андартски чети и българска чета на Вътрешната македоно-одринска революционна организация, станал на 25 август 1906 година край село Сборско, Мъгленско.

## История
Лука Иванов успешно вкарва голям брой оръжие в района си. Четата му е предадена от харамии ренегати на Христо Чочо, бивши негови четници, с които Лука преговаря да се присъединят към неговата чета или поне да координират действията си. Нахождението им е издадено на гръцките андарти, които през нощта на 25 август 1906 година в каракачански колиби край село Сборско нападат нищо неподозиращите комити. Лука Иванов е тежко ранен в началото на сражението, а Караташо умира, четниците на Лука убиват Константинос Гарефис, а скоро след това от раните си умира и Лука Иванов. Начело на четата застава Никола Иванов от Кронцелево.
За заместник на Лука Иванова е избран Тодор Чочков, заместник-войвода в четата на Иванов, който по-късно е заместен от брата на Лука Иванов Стоян.

В Календар „Илинден“ от 1942 година на списание „Илюстрация Илинден“ се казва: 
| „ | Убийството на Лука покруси цялото българско население. Дълго време другарите му скърбяха, но таеха неговата смърт, за да не се отчае народът. Лука бе извънредно много симпатичен човек, спокоен, умен, храбър и добряк по природа. С приятната си усмивка той пленяваше всички които се срещаха с него. Народът и сега ги помни и сега още храни най-добри спомени и песен му пее. Лука Иванов вечно ще живее в сърцата и ума на воденчани. | “ |

Заедно с Гарефис загиват и заместникът му Димитриос Ценкос (Ценгос), десетникът Николаос Киногалас и четниците Апостолос Палихрону, Николаос Хадзиянис и Григориос Мегас.